# Neva Left
Albums de Snoop Dogg
Coolaid
(2016) Make America Crip Again
(2017)
Singles
1. Promise You This
Sortie : 1er mars 2017
2. Lavender (Nightfall Remix)
Sortie : 12 mars 2017
3. Mount Kushmore
Sortie : 25 avril 2017
4. Swivel
Sortie : 15 mai 2017

Neva Left (prononcé : [ˈnɛvə lɛft]) est le quinzième album studio de Snoop Dogg, sorti en 2017 sur les labels Doggy Style Records et Empire Distribution.

## Historique
La date de sortie de l'album et la pochette sont dévoilés le 24 avril 2017. La pochette reprend une photographie du rappeur devant le panneau de la route California State Route 187 (en) prise en 1992.

## Singles
Le premier single, Promise You This, est publié le 1er mars 2017. Le second, Lavender (Nightfall Remix), est un remix du titre Lavender du groupe canadien d'electro-jazz BadBadNotGood ; il sort le 12 mars 2017. Dans le clip accompagnant la chanson, Snoop Dogg dénonce les violences policières et surtout le Président américain Donald Trump, parodié en clown nommé Ronald Trump. Snoop Dogg pointe une arme sur ledit Clown. Cela engendre une réponse cinglante du Président Trump et l'indignation de certains hommes politiques comme Marco Rubio.
Mount Kushmore, qui contient des apparitions de Redman, Method Man et B-Real, sort le 25 avril 2017 comme 3e single avec les précommandes de l'album. Il est suivi par Swivel, publié le 15 mai 2017.

## Listes des titres
N.B. : crédits, samples et notes adaptés du livret accompagnant l'album
| Édition standard | Édition standard                                                      | Édition standard | Édition standard             | Édition standard | Édition standard | Édition standard | Édition standard | Édition standard | Édition standard |
| No               | Titre                                                                 | Auteur | Producteurs                  | Durée            |                  |                  |                  |                  |                  |
| ---------------- | --------------------------------------------------------------------- | --- | ---------------------------- | ---------------- | ---------------- | ---------------- | ---------------- | ---------------- | ---------------- |
| 1.               | Neva Left                                                             | - Calvin Broadus - Michael Cox, Jr. - John Groover, Jr. - David Porter - Isaac Hayes | Mike & Keys                  | 5:06             |                  |                  |                  |                  |                  |
| 2.               | Moment I Feared (featuring Rick Rock)                                 | - Broadus - Ricardo Thomas | Rick Rock                    | 2:27             |                  |                  |                  |                  |                  |
| 3.               | Bacc in da Dayz (featuring Big Tray Deee)                             | - Broadus - J. Massey - Tracy Davis - Roger Ball - Malcolm Duncan - Kamaal Ibn John Fareed - Steve Ferrone - Alan Gorrie - Ali Shaheed Jones-Muhammad - Owen McIntyre - Minnie Riperton - Richard Rudolph - James Stuart - Malik Izaak Taylor - Leon Ware | J-Massive                    | 3:49             |                  |                  |                  |                  |                  |
| 4.               | Promise You This                                                      | - Broadus - Regis Bell | Dupri of League Of Starz     | 2:53             |                  |                  |                  |                  |                  |
| 5.               | Trash Bags (featuring K Camp)                                         | - Broadus - Kristopher Campbell - Quinton Cook - Tim Wells, Jr. | Musik MajorX                 | 3:27             |                  |                  |                  |                  |                  |
| 6.               | Swivel (featuring Stresmatic)                                         | - Broadus - Thomas Jackson - Thomas | Rick Rock                    | 4:16             |                  |                  |                  |                  |                  |
| 7.               | Go On (featuring October London)                                      | - Broadus - Jared Samuel Eskrine - Christopher Brody Brown | Brody Brown                  | 3:10             |                  |                  |                  |                  |                  |
| 8.               | Big Mouth                                                             | - Broadus - Kevin Gilliam | DJ Battlecat                 | 4:01             |                  |                  |                  |                  |                  |
| 9.               | Toss It (featuring Too $hort & Nef the Pharaoh)                       | - Broadus - Todd Shaw - Tonee Hayes - Donté Blacksher | DNYC3 de League Of Starz     | 3:14             |                  |                  |                  |                  |                  |
| 10.              | 420 (Blaze Up) (featuring Devin the Dude, Wiz Khalifa & DJ Battlecat) | - Broadus - Devin Copeland - Cameron Thomaz - Gilliam - Lamar Edwards | - DJ Battlecat - Mars        | 4:25             |                  |                  |                  |                  |                  |
| 11.              | Lavender (Nightfall Remix) (featuring BadBadNotGood & Kaytranada)     | - Broadus - Louis Celestin - Chester Hansen - Alex Sowinski - Matthew Tavares - Leland Whitty | - BadBadNotGood - Kaytranada | 3:15             |                  |                  |                  |                  |                  |
| 12.              | Let Us Begin (featuring KRS-One)                                      | - Broadus - Lawrence Parker - Gilliam - R. S. Lewis | DJ Battlecat                 | 3:42             |                  |                  |                  |                  |                  |
| 13.              | Mount Kushmore (featuring Method Man, Redman & B-Real)                | - Broadus - Reginald Noble - Louis Freese - Clifford Smith - J. Stella | Dr. Evo                      | 3:48             |                  |                  |                  |                  |                  |
| 14.              | Vapors (DJ Battlecat Remix) (featuring Charlie Wilson & Teena Marie)  | - Antonio Hardy - Marlon Williams - Marcel Hall | DJ Battlecat                 | 6:49             |                  |                  |                  |                  |                  |
| 15.              | I'm Still Here                                                        | - Broadus - Gilliam - Cliff Curry | DJ Battlecat                 | 3:32             |                  |                  |                  |                  |                  |
| 16.              | Love Around the World (featuring Big Bub)                             | - Broadus - Lee Drakeford - Larry Mizell | Big Bub                      | 3:23             |                  |                  |                  |                  |                  |
| 61:17            |                                                                       | |                              |                  |                  |                  |                  |                  |                  |

| 17. | Transition |  | Jahlil Beats | 3:47 |

Notes
- 420 (Blaze Up) contient des voix additionnelles de Shon Lawon
- Let Us Begin contient des voix additionnelles de Janice Freeman
- Mount Kushmore contient des voix de Steven J. Collins avec une talkbox
- Vapors (DJ Battlecat Remix) contient des voix de FatBoy SSE
- Still Here contient des voix de Kendrick Lamar

### Samples
- Neva Left contient un sample de As Long As I Have You[8] interprété par The Charmels, écrit par David Porter et Isaac Hayes.
- Bacc in da Dayz contient un sample de Check the Rhime[9] interprété par A Tribe Called Quest, écrit par Minnie Riperton, Richard Rudolph, Leon Ware, Ali Shaheed Muhammad, Kamaal Ibn John Fareed, Malik Izaak Taylor, Owen Mcintyre, Malcolm Duncan, Roger Ball, James Stuart, Steve Ferrone et Alan Gorrie.
- Let Us Begin contient une interporlation de My Philosophy[10] interprété par KRS-One, écrit par Lawrence Parker.
- Vapors (DJ Battlecat Remix) contient des éléments de Vapors[11] interprété par Biz Markie, écrit par Antonio Hardy, Marlon Williams et Marcel Hall.
- Still Here" contains samples of I'm Still Here[12] interprété par The Notations, écrit par Cliff Curry.
- Love Around the World contient un sample de When I'm with You[13] interprété par Brenda Lee Eager, écrit par Larry Mizell.